# Diachlorus scutellatus
Diachlorus scutellatus är en tvåvingeart som först beskrevs av Macquart 1838.  Diachlorus scutellatus ingår i släktet Diachlorus och familjen bromsar. Inga underarter finns listade i Catalogue of Life.